# Щедрик світлокрилий
Ще́дрик світлокрилий (Crithagra leucoptera) — вид горобцеподібних птахів родини в'юркових (Fringillidae). Ендемік Південно-Африканської Республіки.

## Опис
Довжина птаха становить 15-16 см, вага 18-24,8 г. Верхня частина тіла сіро-коричнева, голова дещо тьмяніша, нижня частина тіла світліша, охриста, поцятковані темними смужками, живіт білуватий. Підборіддя чорне, горло біле, на крилах дві тонких світлих смужки. Над очима світлі "брови". Дзьоб міцний, світло-рожевувато-сірий. у молодих птахів нижня частина тіла сильніше поцяткована смужками.

## Поширення і екологія
Світлокрилі щедрики мешкають на півдні Західнокапської провінції та на південному заході Східнокапської провінції. Вони живуть у фінбоші, в густих чагарникових заростях протею. Живляться насінням і бруньками, зокрема насінням Othonna amplericaules і Rhus anarcardia, а також комахами. Сезон розмноження триває з серпня по жовтень. Гніздо чашоподібне, розміщується в густих заростях, в кладці від 3 до 5 яєць. Інкубаційний період триває приблизно 2 тижні, пташенята покидають гніздо через 3 тижні після вилуплення, а стають повністю самостійними у віці півтора місяця.

## Збереження
МСОП класифікує стан збереження цього виду як близький до загрозливого. За оцінками дослідників, популяція світлокрилих щедриків становить від 395 до 831 тисяч птахів. Їм загрожують кліматичні зміни.